# Albert Réka
Albert Réka (Szászrégen, 1972. március 2. –) romániai magyar tudományos kutató, fizikus, biológus, a Barabási–Albert-modell egyik névadója, a Magyar Tudományos Akadémia külső tagja. Fizikát és biológiát ad elő a Pennsylvaniai Állami Egyetemen. A skálafüggetlen hálózatokkal és biológiai rendszerek logikai modellezésével foglalkozik.

## Tanulmányok
A Babeș–Bolyai Tudományegyetemen, fizika szakon végzett 1996-ban, és a Notre Dame Egyetemen doktorált 2001-ben.

## Szakmai pályafutás
1999-ben Barabási Albert Lászlóval kidolgozták a róluk elnevezett modellt, amely skálafüggetlen hálózatokat hoz létre.
Munkája nagyon általános értelemben vett hálózatokra terjed ki, ideértve például a világháló hibatoleranciájának és az észak-amerikai villamosenergia-hálózat sebezhetőségének vizsgálatát.
Újabb kutatása a biológiai hálózatok és a biológiai rendszerek dinamikus modellezésére összpontosít.

## Díjak, tagságok
- A National Science Foundation díja (2007)
- Az Amerikai Fizikai Társaság tagja (2010)
- Maria Goeppert-Mayer-díj (2011)[4]
- A Magyar Tudományos Akadémia külső tagja (2016)
- A Network Science Society tagja (2018)[5]
- Az American Association for the Advancement of Science tagja (2019)[6]

## Fordítás
- Ez a szócikk részben vagy egészben  a   Réka Albert című angol Wikipédia-szócikk ezen változatának fordításán alapul.  Az eredeti cikk szerkesztőit annak laptörténete sorolja fel. Ez a jelzés csupán a megfogalmazás eredetét és a szerzői jogokat jelzi, nem szolgál a cikkben szereplő információk forrásmegjelöléseként.